# Vicenç Gonzaga
|  | Per a altres significats, vegeu «Vicenç II Gonzaga». |

Vicenç Gonzaga o Vicenç I de Màntua (Màntua, 21 de setembre del 1562 – Màntua, 18 de febrer del 1612) fou duc de Màntua i Montferrat del 1587 fins a la seva mort. Va ser un dels homes més representatius del seu període, el renaixement, preocupat per tenir una cort de prestigi. L'òpera Rigoletto de Giuseppe Verdi situa el seu personatge principal, el bufó, a la cort de Vicenç I Gonzaga de Màntua.

## Matrimonis i descendència

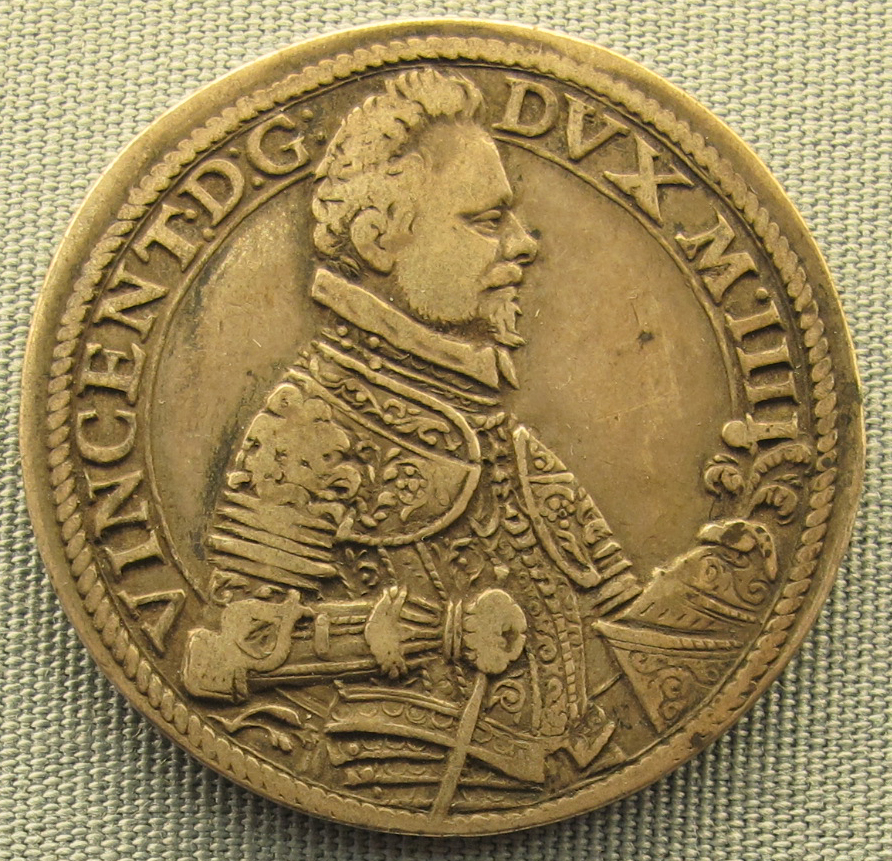
ducat amb l'efígie de Vicenç Gonzaga

Vicenç era fill del duc Guillem Gonzaga i de la seva esposa Elionor d'Àustria, filla de l'emperador Ferran I del Sacre Imperi Romanogermànic.
Es va casar dues vegades, la primera el 2 de març del 1581 amb Margarida Farnese, de tretze anys, filla del duc Alexandre I de Parma. Dos anys després aquest matrimoni es va anul·lar per no haver-se consumat mai, probablement a causa d'una malformació física de l'esposa. El nuvi volia tornar-se a casar sense ofendre la família d'ella i va fer córrer la veu que patia impotència. Finalment va aconseguir el que volia i ella es va retirar a un convent.
L'escollida com a segona esposa va ser una cosina de disset anys, Elionor de Mèdici, filla del gran duc de Toscana. Els pares van demanar una prova mèdica per saber si la impotència s'havia curat. La noia tenia per madrastra a Bianca Cappello, que abans de casar-se amb el seu pare n'havia estat l'estimada, i va aprofitar l'ocasió per venjar-se del tracte de menyspreu que li havien donat els Gonzaga, dient que de la seva època de cortesana veneciana, podia assegurar que Vicenç no tenia impotència. Així i tot es va haver de sotmetre a proves íntimes de la seva virilitat amb una comissió formada per metges i diplomàtics.
La primera prova es va dur a Ferrara: els documents indiquen que es va produir l'erecció, però que no va ser molt notable ni duradora; els experts no podien, per tant, garantir que Vicenç pogués ser apte per al matrimoni.
La segona prova es va dur a terme a Venècia el 15 de març del 1584. L'objecte de la prova era una jove, Júlia Albizi, de 21 anys, que els Mèdici es van comprometre a compensar amb un bon dot de 3.000 escuts i un marit. Vicenç volia assegurar-se i va arribar a la cita inflat d'aliments picants, que li havien dit que l'ajudarien a mantenir el vigor. Per desgràcia, aquests aliments el que li van produir va ser un còlic i la prova es va deixar per un altre dia. Aquesta vegada els testimonis van certificar el resultat del coit noble, van descriure l'erecció, l'aparença i la mida de la "vara ducal", i també en van adjuntar un informe amb els detalls de l'interrogatori a què va ser sotmesa la noia.
Finalment el matrimoni amb Leonor de Medicis y Austria-Jagelló es va celebrar el 29 d'abril del 1584 i van tenir sis fills:
- Francesc, (1586-1612) 5è duc de Màntua com a Francesc IV i 3r duc de Montferrat com a Francesc II;
- Ferran, (1587-1626) 6è duc de Màntua, i 4t duc de Montferrat; abans de ser duc era cardenal.
- Guillem Dominic (1589-1591) conegut com a "Lungaspada" o "Llarga espasa", nomenat marquès de Monferrat.
- Margarida (1591-1632) que es va casar, el 1606, amb Enric II de Lorena (1563-1624), duc de Lorena i nébot d'Enric IV de França.
- Vicenç, 7è duc de Màntua i 5è duc de Montferrat, com a Vincenç II; abans de ser nombrat duc era cardenal.
- Elionor Gonzaga (1598-1655) que es va casar, el 1622, amb Ferran II del Sacre Imperi Romanogermànic (1578-1637)

Vicenç també va tenir diversos fills naturals, entre els quals:
- Amb la comtessa Agnès Argotta (1570-1612), esposa de Prospero del Carretto, marquès de Grana.
  - Francesc (1588-1673), bisbe de Cariatti i de Nola en 1657,
  - Silvio (1592-1612), cavaller de Malta i poeta a la Cort de Màntua.
  - Joan (morí en 1679) va ser ministre de Ferran Carles Gonzaga a Torí.
  - Elionor, monja.
- Amb la noble Felicita Guerrieri, filla de Tullio Guerrieri, mestre de cambra de Vicenç I Gonzaga:
  - Francesca (1593-?)

## Anys de jovenesa
Va créixer a la cort de Màntua que el seu pare havia convertit en un centre artístic i cultural. A diferència del seu progenitor, pel qual sentia poca simpatia, Vicenç gastava els diners de forma desenfrenada, es va fer famós pels seus excessos i per l'amor al luxe. Li agradava organitzar grans àpats envoltat de belles dames, fer sortides nocturnes en companyia d'amics que, sovint, acabaven en baralles. En una d'aquestes, el 3 de juliol del 1582, es va enfrontar amb un científic escocès, James Crichton, dit a Màntua "Critonio", que el seu pare tenia en gran consideració i l'havia nomenat conseller. La trobada va concloure amb un doble homicidi: Crichton va matar Lanzoni, el company de gresca de Vicenç, i Vicenç va matar Crichton. Després va implorar el perdó al seu pare que, finalment el va perdonar.
Desitjós de reviure les gestes dels seus avantpassats, va organitzar diverses expedicions costoses a Hongria per combatre els turcs. En cap d'aquestes, però, va adquirir fama de coratjós, ja que només va gosar fer breus incursions; en canvi si que van ser conegudes les nombroses festes i recepcions organitzades per acollir el seu exèrcit.
Un altre objectiu que es va proposar va ser la construcció de la ciutadella de Casale Monferrato, obra que s'esperava seria clau per la defensa de la ciutat però que en realitat va ser un pol d'atracció per diversos rivals, especialment els Savoia.

## Duc de Màntua i Montferrat

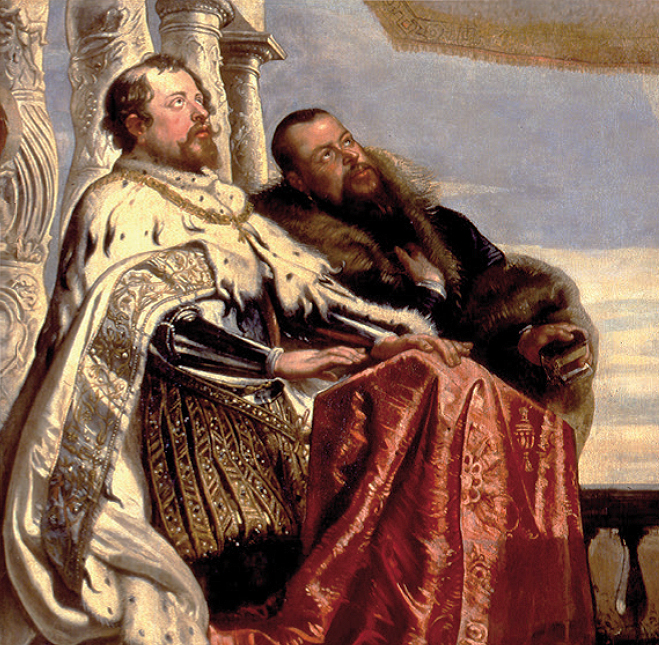
Vicenç Gonzaga retratat per Rubens, pintura a l'oli que decora el palau ducal de Màntua.

El 14 d'agost del 1587 va morir el seu pare i l'endemà de l'enterrament, el 22 de setembre, va preparar una gran festa de coronació a la qual va convidar les màximes autoritats del ducat, que li havien de retre homenatge. Formava part de la celebració un espectacle naval al llac Superior de Màntua, també hi va haver una cavalcada pels carrers de la ciutat. El 1588 Vicenç va obtenir de l'emperador Rodolf II el permís per incloure en l'escut heràldic dels Gonzaga el lleó de la Casa d'Àustria, amb la corona arxiducal.
A partir del 1592 va encetar amb Francesco Gonzaga, tercer marquès de Castiglione delle Stiviere, una llarga querella sobre el domini de Castel Goffredo que va acabar a favor seu el 1602: l'emperador va establir la possessió de Castel Goffredo a Vicenç amb cessió de les terres de Medole a Francesc.
El duc i els artistes
Vicenç va acollir a la seva cort el poeta Torquato Tasso, com havia fet anys enrere el seu pare. També va ser mecenes del jove músic Claudio Monteverdi i de l'arquitecte Giuseppe Dattaro, autor de la seva residència per anar de cacera al Bosco Fontana, a la rodalia de Marmirolo. El 1592 va contractar l'arquitecte Antonio Maria Viani, que va decorar algunes sales del palau ducal i va construir a Màntua alguns palaus i l'església de sant Maurici i santa Úrsula. També va fer construir un teatre que podia acollir més de mil espectadors, edifici que va quedar destruït en el saqueig (18 juliol del 1630) efectuat per les tropes de l'emperador Ferran II del Sacre Imperi Romanogermànic. Vicenç va conèixer en un viatge a Flandes el jove Peter Paul Rubens i el va convidar a la seva cort de Màntua. En aquesta ciutat, el pintor va rebre les seves primeres comandes importants, les quals van enriquir la col·lecció Gonzaga, i va fer la seva primera missió diplomàtica a la cort espanyola. També va ser retratista de la cort ducal, el pintor flamenc Frans Pourbus el Jove.
A començaments del segle xvii va voler tenir una residència d'estiueig a la vora del llac de Garda i va encarregar les obres a Antonio Maria Viani, que va iniciar la construcció del que s'anomenaria Palau Gonzaga a Toscolano-Maderno, amb un parc i jardins de 20.000 m².
Va fundar l'Orde Militar de la Sang de Jesucrist, inspirat en la relíquia de la sang de Jesús de Natzaret conservada a la catedral de Màntua. A aquesta orde li va donar la consigna en llatí: Domine probasti me, o Nihil hoc triste recepto. Vicenç va establir que el nombre de cavallers membres estigués limitat a vint, més el gran mestre, càrrec que concediria el duc en persona. L'orde va rebre l'aprovació del papa Pau V el 25 de maig del 1608.
El 1588, per tal de calmar els ànims entre la població, va ordenar restringir els habitatges dels jueus de Màntua a un ghetto. 1611 el duc va emetre un edicte amb el qual castigava els qui bategessin fills de pares jueus sense el consentiment dels progenitors.
Vicenç Gonzaga va morir el 1612 i fou sebollit a la basílica de Sant Andreu, al costat de la tomba de la seva esposa Elionor. En el seu testament havia disposat de ser sepultat assegut sobre un tron de marbre i al costat de la seva espasa.